# Rändajad
"Rändajad" (Dansk: Nomader) er en sang fra den estiske gruppe Urban Symphony, komponeret af Sven Lõhmus, og repræsenterede Estland i Eurovision Song Contest 2009 i Moskva, Rusland. 
Forsangeren Sandra Nurmsalu på Eurovision 2009. 
Sangen konkurrerede i den anden semi-finale den 14. maj 2009 og vandt Estland en plads i finalen for første gang siden indførelsen af semifinalen. Til finalen den 16. maj 2009 modtog sangen en sjette plads, sluttede med 129 point. Det var Estlands bedste resultat siden Sahlene's Runaway i 2002. Estland vendte tilbage til gode resultater efter at have seks års fattige. 
"Rändajad" var den første sang nogensinde på estisk at kortlægge i Storbritannien, Belgien og Schweiz. 
"Rändajad", med en bemærkelsesværdig orientalsk flamme til det, fortæller en historie om uendelig nomadiske rejser gennem en sandet ørken. Sangen kan tages som en metafor for livet, og Urban Symphonys forsanger Sandra Nurmsalu påpeger, at "vi alle er rejsende." Musikken blander elektroniske lyde med forestillinger om violin, bratsch, og cello. 
Urban Symphony blev støttet på scenen af to opbakning sangere, Mirjam Mesak og Marilin Kongo. Mirjam var på scenen også i Helsinki 2007, da Gerli Padar repræsenteret Estland, mens Marilin tidligere havde deltaget i den estiske nationale finale for Eurovision ("Be 1:a" i 2006). 
Graham Norton for BBC og andre har oversat sangtitel som "Travellers", som er ordbogens definition af ordet], samt oversættelse, der anvendes af Sandra Nurmsalu selv. Denne titel blev anset for en korrekt, men ikke perfekt, svar i konkurrencen om at give en oversat titel med "Nomads" er den officielle Eurovision oversættelse. Den bestemte artikel ("den") er ofte præfiks til titlen på engelsk (den estiske har ingen bestemt artikel). 
Den sangskriveren Sven Lõhmus skrev også den estiske sang til Eurovision 2005, "Let's Get Loud" af Suntribe.